# Доњи Дубовик (Крупа на Уни)
Доњи Дубовик је насељено мјесто и сједиште општине Крупа на Уни, у Републици Српској, БиХ. Према подацима пописа становништва 2013. године, у насељеном мјесту Доњи Дубовик укупно је пописано 217 лица.

## Географија
Кроз Доњи Дубовик тече ријека Војскова која се улива у ријеку Уну у Рудицама, у општини Нови Град. Подручје је брдовито с умјереном континенталном климом. Становништво се углавном бави земљорадњом и сточарством. Овдје се налази једина школа у цијелој општини, ОШ „Бранко Ћопић“.

## Становништво
| Националност       | 2013. | 1991. | 1981. | 1971. | 1961. |
| Срби               | 215   | 337   | 491   |       |       |
| Југословени        |       |       | 6     |       |       |
| Хрвати             | 2     | 1     | 4     |       |       |
| остали и непознато |       |       |       |       |       |
| Укупно             | 217   | 338   | 501   |       |       |

| Демографија | Демографија | Демографија |
| Година      | Становника  | Становника  |
| ----------- | ----------- | ----------- |
| 1948.       | 777         |             |
| 1953.       | 833         |             |
| 1961.       | 729         |             |
| 1971.       | 637         |             |
| 1981.       | 501         |             |
| 1991.       | 338         |             |
| 2013.       | 217         |             |